# Апшев Олександр Ладінович
Олександр Ладінович Апшев (рос. Александр Ладинович Апшев; 19 грудня 1939, Кизбурн-I, Кабардино-Балкарська АРСР РРФСР — 17 грудня 1991, Нальчик, Кабардино-Балкарська АРСР, РРФСР) — радянський футболіст, який виступав на позиціях захисника і півзахисника, згодом тренер.
Апшев розпочав свою професіональну кар'єру в 1960 році в команді «Спартака» з Нальчика, який виступав на той час у класі «Б» СРСР. Відомий своїми виступами у вищій лізі в складі динамівців Москви і Тбілісі.

## Життєпис
Після закінчення школи Олександр поїхав в Середню Азію, де за хорошу роботу по освоєнню цілинних і перелогових земель нагороджений відповідною медаллю. Після чого, в 19 років, приступив до роботи пробщиком на Тирниаузькому комбінаті, звідки був запрошений в команду майстрів класу «Б» нальчикський «Спартак». Апшев помер 17 грудня 1991 року в Нальчику, не доживши до свого 52-го дня народження два дні.

## Клубна кар'єра
У складі нальчан Олександр провів понад 45 поєдинків, в яких як мінімум двічі відзначився голами. Після закінчення першого кола першості 1961 року поповнив ряди московського «Динамо». У складі динамівців Олександр провів 22 матчі, але не витримавши конкуренції за місце в складі з Валерієм Короленковим, повернувся в рідний «Спартак», де був обраний капітаном команди. Провівши в команді один сезон, Олександр на запрошення Михайла Якушина перейшов у клуб вищої ліги країни тбіліське «Динамо», де виступав на вістрі атак в парі з Володимиром Баркаєм. У складі «Динамо» Олександр став чемпіоном СРСР, провівши за команду 19 поєдинків та двічі вразив ворота суперників.
У 1965 році в складі нальчикського «Спартака» Олександр став чемпіоном РРФСР. Апшев ще двічі залишав Нальчик — у 1966 році грав за волгоградський «Трактор», а завершив кар'єру гравця Олександр у 1968 році в «Авангарді» з Краматорська. Загалом у складі «Спартака» Олександр провів понад 140 матчів. Вважається одним з найкращих футболістів за всю історію команди.
Апшев зміг послати м'яч з-за бокової лінії у воротарський майданчик або до одинадцятиметрової позначки. Став першим з вихованців Кабардино-Балкарської футболу, який був удостоєний звання майстер спорту СРСР і єдиним чемпіоном СРСР з республіки.

### Кар'єра тренера
У 1972 році вперше був запрошений до тренерського штабу рідної команди як помічником, але після закінчення сезону покинув свій пост. У 1974 році, з приходом в команду Анатолія Крутикова, Олександр знову увійшов до тренерського штабу колективу. Після чого Апшев став одним з організаторів і довгий час працював у Нальчицькій дитячо-юнацькій школі олімпійського резерву, яка сьогодні носить його ім'я, а в 1980 році став головним тренером нальчикського «Спартака» після того як цей пост покинув Крутиков. На посту головного тренера колективу Апшев пропрацював три сезони, після чого покинув команду.

## Поза футболом
У Олександра залишилася вдова Римма, дочка Фатіма та син Ладин, який як і його батько став футболістом. Протягом десяти років Ладин, будучи нападником, захищав кольори різних клубів республіки, у тому числі й нальчикського «Спартака» в період з 1990 по 1993 роки, а також у 1994, 1995 і 1998 років.
В останні роки в Нальчику щорічно проводиться всеросійський молодіжний турнір з футболу пам'яті Олександра Апшева. На честь футболіста названа одна з дитячо-юнацьких спортивних шкіл Нальчика.

## Статистика виступів

### Клубна
| Команда                  | Сезон              | Чемпіонат          | Чемпіонат | Чемпіонат | Кубок | Кубок | Загалом | Загалом |
| Команда                  | Сезон              | Рів.               | Матчі     | Голи      | Матчі | Голи  | Матчі   | Голи    |
| ------------------------ | ------------------ | ------------------ | --------- | --------- | ----- | ----- | ------- | ------- |
| «Спартак» (Нальчик)      | 1959               | II                 | 24        | 1         | 2*    | 2     | 26*     | 3       |
| «Спартак» (Нальчик)      | 1960               | II                 | 21        | 1         | 0     | 0     | 21      | 1       |
| «Спартак» (Нальчик)      | 1961               | II                 | 4*        | 1         | 1     | 0     | 5*      | 1       |
| «Спартак» (Нальчик)      | Загалом            | Загалом            | 49*       | 3         | 3*    | 2     | 52*     | 5       |
| «Динамо» (Москва)        | 1961               | I                  | 19        | 2         | 3     | 0     | 22      | 2       |
| «Динамо» (Москва)        | 1962               | I                  | 3         | 0         | 1     | 0     | 4       | 0       |
| «Динамо» (Москва)        | Загалом            | Загалом            | 22        | 2         | 4     | 0     | 26      | 2       |
| «Спартак» (Нальчик)      | 1963               | III                | 28        | 10        | 1     | 0     | 29      | 10      |
| «Динамо» (Тбілісі)       | 1964               | I                  | 18        | 2         | 0     | 0     | 18      | 2       |
| «Спартак» (Нальчик)      | 1965               | III                | 39        | 7         | 2     | 1     | 41      | 9       |
| «Ротор» (Волгоград)      | 1966               | II                 | 17        | 0         | 0     | 0     | 17      | 0       |
| «Спартак» (Нальчик)      | 1967               | II                 | 23        | 0         | 2     | 1     | 25      | 1       |
| «Авангард» (Краматорськ) | 1968               | III                | 9         | 4         | 0     | 0     | 9       | 4       |
| Загалом за кар'єру       | Загалом за кар'єру | Загалом за кар'єру | 205*      | 28        | 12*   | 4     | 217*    | 32      |

Примітки: позначкою * помчені колонки, дані в яких неповні в зв'язку з відсутністю протоколів першості СРСР 1961 року, а також кубку СРСР 1959 року.
Джерела:
- Статистика виступів взята зі спортивного медіа-порталу FootballFacts.ru [Архівовано 30 червня 2016 у Wayback Machine.]

### Тренерська
| Клуб                | Країна | Початок роботи | Завершення роботи | Результати | Результати | Результати | Результати | Результати | Результати | Результати |
| Клуб                | Країна | Початок роботи | Завершення роботи | Іг         | В          | Н          | П          | В %        | Н %        | П %        |
| ------------------- | ------ | -------------- | ----------------- | ---------- | ---------- | ---------- | ---------- | ---------- | ---------- | ---------- |
| «Спартак» (Нальчик) | СРСР   | 1980           | 1982              | 112        | 28         | 33         | 51         | 25.00      | 29.46      | 45.54      |

Джерела:
- Статистика виступів взята з книги: Морозов И. А. История Кабардино-Балкарского футбола. Часть 2 (1959—1991). — Астрахань, 2006. — 278 с..

## Досягнення

### Командні
«Динамо» (Тбілісі)
- Чемпіонат СРСР
  -  Чемпіон (1): 1964

«Спартак» (Нальчик)
- Чемпіонат РРФСР
  -  Чемпіон (1): 1965

- Клас «Б» чемпіонату СРСР, 4-та зона РРФСР
  -  Чемпіон (1): 1965

### Особисті
- Найкращий бомбардир ФК «Спартак» (Нальчик): 1963.
- Нагороджений медаллю «За освоєння цілинних земель»[1].
- Нагороджений орденом «Знак Пошани».
- Присвоєно звання «Заслужений працівник культури КБАРСР»[1].
- Присвоєно звання і орден «Лицар спорту»: 2014[9].